# Roncus yaginumai
Roncus yaginumai är en spindeldjursart som beskrevs av Curcic, S.B. Curcic och Dimitrijevic 1996. Roncus yaginumai ingår i släktet Roncus och familjen helplåtklokrypare. Inga underarter finns listade i Catalogue of Life.